# Sam Nzima
Sam Nzima (8. srpna 1934 v Lillydale, místní magistrát Bushbuckridge – 12. května 2018, Mbombela) byl jihoafrický fotograf, který pořídil snímek, který se stal široce rozšířeným a vlivným obrazem zavražděného chlapce Hectora Pietersona během povstání v Sowetu, ale roky bojoval, aby získal autorská práva.

## Raný život
Sam Masana Nzima se narodil ve městě Lillydale v provincii Transvaal (nyní Mpumalanga). Jeho otec pracoval jako dělník u bělošakého farmáře. Sam Nzima se poprvé začal zajímat o fotografii, když mu jeho učitel ukázal svůj fotoaparát a způsob, jak jej používat.:s.20Ještě na škole si Sam koupil fotoaparát a začal fotografovat v Krugerově národním parku.:s.20 Když farmář přiměl Nzimu k farmářské práci, po devíti měsících práce na farmě uprchl do Johannesburgu. Našel si práci jako zahradník v Henninghamu. Při práci tam dokončil středoškolské vzdělání.

## Kariéra
V roce 1956 našel Nzima práci jako číšník v hotelu Savoy. Fotograf Patrick Rikotso ho v hotelu naučil fotografickým dovednostem a Nzima pořizoval portréty dělníků. V hotelu Chelsea Nzima začal číst noviny The Rand Daily Mail. Při čtení článků Allistera Sparkse se Sam začal velmi zajímat o fotožurnalistiku.:s.20
Na cestách napsal příběh o jízdě autobusem a poslal ho s fotografiemi do černošského afrického deníku The World.:s.20 Redaktor The World se zajímal o práci Sama Nzimy a požádal ho, aby pracoval pro noviny na volné noze. Pak ho v roce 1968 pozval, aby se připojil jako fotoreportér na plný úvazek. 
Dne 16. června 1976 začalo povstání v Sowetu, když policie čelila protestujícím studentům.:s.20 Nzima pořídil fotografii smrtelně zraněného Hectora Pietersona (12 let) na rohu ulic Moema a Vilakazi v Orlandu West, Soweto, poblíž Phefeni High School. :s.20 Tento snímek zachycuje emocionální scénu Hectora, kterého nese Mbuyisa Makhubo, s Hectorovou sestrou Antoinette Pietersonovou (17 let) běžící vedle nich. Poté, co The World druhý den fotografii zveřejnil, byl Nzima nucen se schovat kvůli obtěžování, kterého se mu dostalo ze strany bezpečnostní policie. :s.20 Přestěhoval se zpět do Lillydale, kde byl pod dohledem bezpečnostní policie.
Když byl The World v roce 1978 vládou uzavřen, noviny Daily Mail a The Star požádaly, aby pro ně Nzima pracoval; Nzima odmítl ve strachu, že ho bezpečnostní policie zabije.

## Post-žurnalistická kariéra
V roce 1979 učinil hlavní ministr Hudson Ntsanwisi z Gazankulu bantustan Nzimu členem zákonodárného shromáždění.:s.20
Nzima čelil mnohaletým mukám, když se snažil publikovat nejslavnější ze svých snímků, obraz Pietersona. Až do své smrti žil v Lillydale, kde řídil fotografickou školu. Působil v radách obce Lillydale a okresu Bohlabela.:s.20

## Dědictví
Nzima získal autorská práva ke své fotografii po mnoha letech snažení, když byla skupina Argus Newspaper Group, která vlastnila The World, prodána Independent Group.:s.20 Časopis Time považuje slavný snímek Nzimy za jeden ze sta nejvlivnějších snímků všech dob. :s.20